# Acanthocasis flavispinis
Acanthocasis flavispinis är en fjärilsart som beskrevs av Edward Meyrick 1921. Acanthocasis flavispinis ingår i släktet Acanthocasis och familjen signalmalar. Inga underarter finns listade i Catalogue of Life.